# کمدی سیاه (فیلم)
کمدی سیاه (انگلیسی: Black Comedy) فیلمی هنگ کنگی در ژانر کمدی و فانتزی است که در سال ۲۰۱۴ منتشر شد.